# Verrayes
Verrayes es una localidad y comune italiana de la región del Valle de Aosta, con 1.306 habitantes.

## Demografía

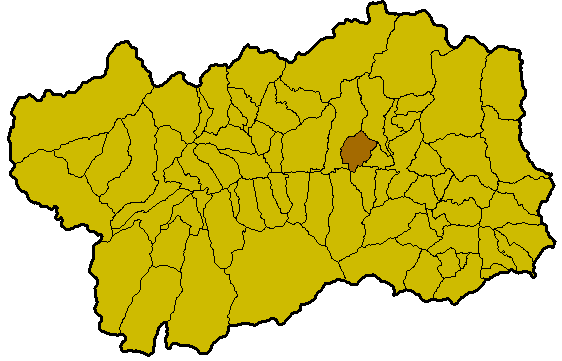
Posición de Verrayes dentro del Valle de Aosta.

| Gráfica de evolución demográfica de Verrayes entre 1861 y 2001 |
|                                                                |
| fuente ISTAT - Elaboración gráfica para Wikipedia              |